# پراسدورف
پراسدورف (به آلمانی: Perasdorf) یک شهر در آلمان است که در بایرن واقع شده‌است.

## خصوصیات
پراسدورف ۱۶٫۰۵ کیلومترمربع مساحت دارد ۳۶۵-۹۲۵ متر بالاتر از سطح دریا واقع شده‌است.